# Левченко, Михаил Алексеевич
Михаи́л Алексе́евич Ле́вченко (род. в 1977 году) — украинский художник-постановщик.

## Биография
Родился в Киеве, Украинская ССР. Свою профессиональную деятельность начал в 1993 году, как художник-аниматор студии «Укранимафильм». Получил специальное образование в Киевском государственном институте театрального искусства на факультете кино и телевидения по специальности «организатор кинопроизводства». Первая работа в качестве художника постановщика — кинофильм «Русалочка» (1995 год). Является членом Национального Союза Кинематографистов Украины (с 2005 года).

## Фильмография
- 1994 — «Русалочка»
- 1995 — «Ветер в лицо»
- 1997 — «Две луны, три солнца»
- 1998 — «День рождения Буржуя»
- 1998 — «Восток-Запад»
- 1999 — «После войны»
- 2000 — «Для вас женщины»
- 2001 — «Несущий бурю»
- 2001 — «Вечера на хуторе близ Диканки»
- 2002 — «Золушка»
- 2003 — «Нулевое время»
- 2004 — «Бункер»
- 2004 — «Сатисфакция»
- 2005 — «Оранжевое небо»
- 2009 — «Охота на Вервольфа»
- 2009 — «Не скажу»